# Riau-archipel
De Riau-archipel of Riouwarchipel  (Maleis/Indonesisch: Kepulauan Riau, ook als acroniem Kepri) is een provincie van Sumatra in Indonesië. Tot 2004 maakte de in de Zuid-Chinese Zee liggende eilandengroep deel uit van de provincie Riau, waarna het een aparte provincie werd. De belangrijkste eilanden zijn Batam en Bintan. De hoofdstad van de provincie is Tanjung Pinang.
De eilanden Batam, Bintan en Karimun liggen dicht bij de kust van Singapore. Indonesië heeft de eilanden aangewezen als Speciale Economische Zone, een gebied waarbinnen bijzondere regels gelden die buitenlandse investeringen aantrekkelijk maken.
Bahasa Riau, de taal van deze archipel, wordt vaak gezien als de meest oorspronkelijke Maleise taal. Vandaar dat Brunei, Indonesië en Maleisië deze taal als basis hebben genomen voor hun officiële standaardtalen.
De eilandengroep was ooit de thuisbasis voor de Orang laut-piraten. De Orang laut is een Maleise groep die nog steeds op de eilanden woont.
De provincie is bestuurlijk verdeeld in vijf kabupaten:
- Karimun
- Bintan
- Lingga
- Natuna
- Kepulauan Anambas (Anambas-eilanden)

en twee steden:
- Batam
- Tanjung Pinang